# Govan
Govan (gaelico scozzese: Baile a' Ghobhainn) è un distretto ed ex Burgh ora parte della città di Glasgow, in Scozia. Si trova a circa 4 km a ovest del centro della città, sulla riva sud del fiume Clyde, di fronte alla foce del Kelvin e al distretto di Patrick. È sede dell'Ospedale universitario Regina Elisabetta.
Secondo una leggenda medievale Costantino, nel VII secolo Re di Strathclyde, fondò nella zona un monastero secondo la regola di San Colombano. Durante il Medioevo a Govan faceva capo un traghetto che collegava con la zona di Patrick per le stagionali fiere del bestiame. Tra il XVIII e il XIX secolo nacquero nella zona fabbriche tessili e vennero aperte miniere di carbone, mentre a partire dai primi anni dell'Ottocento la cantieristica navale divenne la principale industria della zona. Nel 1864 Govan acquisì lo stato di Burgh, divenendo il quinto Burgh più grande della Scozia. Nel 1912 venne inglobato nella città di Glasgow.